# Magnat-Moser
Magnat-Moser is een Frans historisch motorfietsmerk, de Franse naam is Etablissements Magnat-Moser, Grenoble (1906-1914). De fabriek was een zusterbedrijf van Magnat-Debon, waar Moser-inbouwmotoren tot 746 cc gemaakt werden.